# Cuarteto con flauta n.º 1 (Mozart)
El Cuarteto con flauta n.º 1 en re mayor, K. 285, de Wolfgang Amadeus Mozart es el primero de una serie de tres cuartetos escritos para el flautista aficionado Ferdinand de Jean, compuestos probablemente entre 1777 y 1778.

## Estructura
Consta de tres movimientos:
1. Allegro, en 4/4
2. Adagio, si menor, en 3/4
3. Rondeau: Allegro, en 2/4

Ludwig van Beethoven tomó prestado material del primer movimiento para su Dúo para clarinete y fagot de 1792.
El «distinguido Adagio en si menor, [es] una romántica canción de trobadores que, en la brevedad de sus treinta y cinco compases, sugiere el futuro movimiento lento del concierto para piano en la mayor (KV 488)».

## Ediciones
Actualmente, existen diversas ediciones. La de G. Schirmer fue editada por Louis Moyse, mientras que Jean-Pierre Rampal editó la de International Music's. Entre estas dos ediciones se observan algunas discrepancias: Moyse incluye numerosas letras de ensayo a lo largo de la partitura, pero Rampal solo incluye tres en el primer movimiento. Por otra parte, Rampal presenta multitud de notas de menor tamaño que tienen un tamaño estándar en la edición de Moyse. También se observan grandes diferencias en la articulación entre ambas ediciones. La pieza ha sido también arreglada para flauta y guitarra.